# ماشاف
ماشاف هي وكالة إسرائيل للتعاون الدولي في مجال التنمية في وزارة الخارجية. ماشاف هي المسؤولة عن تصميم وتنسيق وتنفيذ برامج دولة إسرائيل للتنمية والتعاون في جميع أنحاء العالم في البلدان النامية. تعتقد ماشاف أن أكبر مساهماتها الممكنة في البلدان النامية يمكن تقديمها في المجالات التي تتمتع فيها إسرائيل بالخبرات ذات الصلة المتراكمة خلال تجربتها التنموية كدولة شابة تواجه تحديات مماثلة.  يتم تنفيذ برامج التطوير الخاصة بـ ماشاف من خلال ورش العمل والتدريب في مجالات الزراعة والتعليم والطب ويتم تمويلها بالاشتراك مع المنظمات متعددة الجنسيات مثل منظمة الدول الأمريكية ومصرف التنمية للبلدان الأمريكية وخطة الأمم المتحدة للتنمية واليونسكو ومنظمة الأغذية والزراعة.

## خلفية تاريخية
تم إنشاء ماشاف في أعقاب مؤتمر باندونج لعام 1955،  الذي استُبعدت منه إسرائيل بناءً على طلب الدول العربية التي هددت بمقاطعة المؤتمر إذا دعيت إسرائيل. تأسست بمبادرة غولدا مائير، في عام 1958، بعد زيارتها لأفريقيا.  ذكر مائير أنه كان تعبيرًا عن تعاطفه مع ضحايا الاضطهاد والتمييز والعبودية، لكن المشروع مزج أيضًا أهدافًا أخرى، مثل الهروب من «الخناق العربي» بالتغلب على المقاطعة التي فرضتها عليها الدول العربية. في الستينيات، كانت أيضًا نشطة للغاية في تقديم المساعدة لمشاريع التنمية الزراعية في أمريكا الجنوبية.
منذ نشأتها في أواخر عام 1957، سعى ماشاف إلى تقاسم بقية العالم النامي المعرفة والتقنيات التي وفرت الأساس لتطور إسرائيل السريع. بدأ برنامج «ماشاف» كبرنامج متواضع، يركز على بناء القدرات البشرية على المستوى الشعبي في وقت كانت فيه إسرائيل نفسها لا تزال دولة نامية. ومنذ ذلك الحين ازدهرت إلى برنامج تعاون مكثف في جميع أنحاء العالم النامي، بهدف تعزيز التنمية المستدامة والعدالة الاجتماعية. [بحاجة لمصدر]
نما ماشاف تدريجياً وبشكل عضوي استجابة للطلبات المتكررة من جانب الشعوب التي حررت نفسها من نير الاستعمار وكانت تبحث عن وسائل عملية وسياسية لتخليص نفسها من الفقر والجوع والمرض الذي كان تراث تلك الحقبة.
منذ إنشائها، شارك أكثر من 270,000 مهني من أكثر من 132 دولة في برامج ماشاف التدريبية. يشجع ماشاف على مركزية إثراء الموارد البشرية وبناء القدرات المؤسسية في عملية التطوير - وهو نهج حقق إجماعًا عالميًا، وينفذ هذا المبدأ من خلال تقديم دورات تدريبية احترافية في إسرائيل وفي البلدان المضيفة وإجراء استشارات مهنية قصيرة وطويلة الأجل.
بحلول عام 2010، كان ماشاف قد درب ربع مليون طالب، معظمهم من الأفارقة، من العالم النامي في التعليم والصحة والعلوم والزراعة. التعاون مع أكثر من 140 دولة. اكتسبت الخبرة والتكنولوجيا المكتسبة في زراعة المناطق مثل الصحاري المتأثرة بندرة المياه العديد من المشروعات. 

## فلسفة
تتمثل فلسفة ماشاف في تشجيع المهنيين من العالم النامي على إيجاد حلول خاصة بهم لقضايا التنمية وتكييفها مع واقع احتياجاتهم وإمكاناتهم الخاصة، مسترشدين بالمبادئ الدولية المتفق عليها لفعالية المعونة مثل البرامج التي يحركها الطلب، وملكية البلد، تحسين التنسيق وأكثر من ذلك. [بحاجة لمصدر]
تعمل ماشاف وفقًا للاحتياجات والطلبات الناشئة من الدول الشريكة، بدلاً من البرامج التي تعتمد على العرض والتي أطلقتها إسرائيل والتي قد لا تكون ذات صلة وفعالة في أي مكان آخر. [بحاجة لمصدر].[بحاجة لمصدر]

## منهجية
تقوم ماشاف بتحديث برامجها التدريبية المهنية في مواجهة التحديات العالمية الحالية مثل التكيف مع تغير المناخ والأمن الغذائي، مع التركيز على بناء القدرات البشرية في البلدان النامية من خلال نقل المعرفة ونقل التقنيات المبتكرة والمنهجيات المختبرة القابلة للتكيف مع احتياجات البلدان النامية. في أحداث الكوارث الطبيعية ، يقدم موقع ماشاف المساعدة الإنسانية ويشارك في جهود إعادة الإعمار وإعادة التأهيل.
يتمثل نهج ماشاف في ضمان التنمية الاجتماعية والاقتصادية والبيئية المستدامة، والانضمام إلى جهود المجتمع الدولي لتنفيذ الأهداف الإنمائية للألفية. منذ نشأتها، تسترشد أنشطة ماشاف في العالم النامي بالنهج الأساسي المتمثل في أن أعمال التطوير عضوية بطبيعتها. من المستحيل تركيز الجهود في مجال واحد، مثل الأمن الغذائي، دون إيلاء الاهتمام المناسب للرعاية الصحية وبناء المجتمع والتعليم. فقط من خلال برنامج تنمية مستدام وشامل يمكن الحصول على النتائج المقاسة والتأثير المطلوب الذي يشعر به أكثر من يحتاجون إلى المساعدة.

## التعاون بين الهند وإسرائيل
وقع ماشاف على مذكرة تفاهم مع الهند في أبريل 2015 للتعاون ونقل المعرفة،   بموجبه تم تفعيل العديد من مراكز الامتياز الهندية الإسرائيلية في عدة ولايات، بما في ذلك ما يلي في ولاية هاريانا: 
1. مركز الامتياز الهندي الإسرائيلي لتربية الحيوانات وصناعة الألبان، هيسار في منطقة هيسار
2. مركز الامتياز الهندي الإسرائيلي للخضروات، غاروندا في منطقة كارنال
3. مركز الامتياز الهندي الإسرائيلي للفواكه والحمضيات والرمان، مانجيانا في منطقة سيرسا
4. مركز الامتياز الهندي الإسرائيلي لتربية النحل، رام ناجار في منطقة كوروشيترا
5. مركز الامتياز الهندي الإسرائيلي للمانجو، لادوا في منطقة كوروشيترا
6. مركز التميز الهندي الإسرائيلي لزراعة الأزهار، ساندي في منطقة ججار

## روابط خارجية
- الموقع الرسمي